# يوكو كونو
يوكو كونو (金野 結子) (مواليد 10 أكتوبر 1980)، هي لاعبة كرة قدم كانت تلعب كلاعب وسط. ولعبت مع منتخب اليابان لكرة القدم للسيدات.